# رایان راولوسون
رایان راولوسون (انگلیسی: Rayan Raveloson؛ زادهٔ ۱۶ ژانویهٔ ۱۹۹۷) بازیکن فوتبال اهل فرانسه است.
از باشگاه‌هایی که در آن بازی کرده‌است می‌توان به باشگاه فوتبال تروا و باشگاه فوتبال لس آنجلس گلکسی اشاره کرد.
وی همچنین در تیم ملی فوتبال ماداگاسکار بازی کرده‌است.